# 日本学術振興会
独立行政法人日本学術振興会（にほんがくじゅつしんこうかい、英名：Japan Society for the Promotion of Science）は、文部科学省所管の中期目標管理法人たる独立行政法人であり（独立行政法人日本学術振興会法第3条の2）、同省の外郭団体である。学術研究の助成、研究者の養成のための資金の支給、学術に関する国際交流の促進、学術の応用に関する研究等を行うことにより、学術の振興を図ることを目的とする（法第3条）。日本学術会議と緊密な連絡を図るものとされている（法第16条）。

## 概要
前身は、昭和天皇から学術奨励のために下賜された下賜金により、昭和7年（1932年）12月に創設された財団法人日本学術振興会。
特別研究員制度・我が国トップクラスの優れた若手研究者に対して、以下のような養成等を行っている。
- 博士後期課程在籍の学生に対するDC（Doctoral Course Research Fellowships）
- ポスドクを対象としたPD（Postdoctoral Research Fellowships）、SPD
- 育児からの復帰支援を目的としたRPD（Restart Postdoctoral Research Fellowships）
- 海外の研究機関に2年間派遣する海外PD
- 21世紀COE・グローバルCOE拠点に配置されるDC

また科学研究費補助金による研究助成や、21世紀COEプログラムに関して委員会を設置しこのプログラムによる補助金に関し独立行政法人大学改革支援・学位授与機構、日本私立学校振興・共済事業団及び大学基準協会の協力を得て審査・評価を行っている。

## 沿革
- 1932年 財団法人日本学術振興会設立認可

昭和恐慌の中、学術研究の振興が不可欠であるという認識のもと、帝国学士院院長であった櫻井錠二が中心となり、学術研究振興機関の設立運動が行われた。この動きを受けて、1932年に文部省は財団法人「日本学術研究振興会」の創設に係る予算要求を行ったが、政府の財政は逼迫しており、調査費として3万円が計上されるにとどまった。このような事態を受け、昭和天皇より1932年8月20日に、学術振興奨励のための基金として150万円の御下賜がある旨の「御沙汰」があり、この基金により同年12月に財団法人「日本学術振興会」が設立された。
- 戦後 　私的機関として位置づけられる

1947年度において日本学術振興会の予算の90％以上を占めていた政府補助金は、翌年度には打ち切られた。苦境の中で、財界・学界の配慮により、「日本学術振興会維持会」が設立され、その維持会の支援などによって、振興会は引き続き事業を実施できた。政府委託事業として学術出版などの事業も実施した。
- 1967年 特殊法人として、日本学術振興会設立

特殊法人化への動きは昭和30年代から始まる。日本学術会議から「基礎科学の研究体制確立について」の要望を受け、文部省は、日本学術振興会を特殊法人として位置付け、従来の事業に新たに流動研究員やポストドクトラル・フェローシップに相当する奨励研究生などの事業を加え、1959年度の予算要求を行った。特殊法人設立の要求は認められなかったが、流動研究員などの事業に対する補助金が認められた。
特殊法人化への追い風は1961年の池田・ケネディ日米首脳会談で、日米間の科学協力事業実施が定められ、日本学術振興会と米国科学財団（NSF）がその実施機関に指定された。日本学術振興会の国際的信用を高める必要性が新たに加わり、各界の御支援が結実し、1967年9月に日本学術振興会法が制定され特殊法人日本学術振興会が創設された。
- 1976年 アジア諸国との学術事業を開始
- 1978年 拠点大学事業を開始。学術振興会の国際事業の新たな発展の一つ[4]。
- 1982年 優れた若手研究者を海外に派遣する海外特別研究員制度を創設
- 1985年 特別研究員事業開始, 国際生物学賞創設
- 1996年度 未来開拓学術研究推進事業開始
- 1999年度 文部科学省が行っていた科学研究費補助金事業のうち基盤研究等にかかる種目について、以後日本学術振興会が執り行う[4]
- 2002年 21世紀COEプログラム開始
- 2003年 総合科学技術会議の提言「競争的研究資金制度改革について中間まとめ（意見）」等を踏まえ、7月に学術システム研究センター発足。独立行政法人日本学術振興会法に基づき、10月1日に文部科学省所管の下、独立行政法人日本学術振興会として設立。
- 2004年 日本学術振興会賞創設
- 2006年 RPD制度創設
- 2009年 育志賞創設

## 役員等
- 振興会の役員として、その長たる理事長及び監事2名を必置し、さらに1名乃至2名の理事を置くことができる（法第8条）。
- 振興会に、15人以内の評議員で組織する評議員会を置く（法第13条）。
- 理事長の任期は5年。理事及び評議員の任期は2年。

### 歴代理事長
- 1932年の財団法人設立当時の初代総裁は秩父宮雍仁親王、会長は海軍軍人の斎藤実、理事長は帝国学士院院長で枢密顧問官の櫻井錠二、他に大学総長や研究所所長等が理事[5][6]。以後も皇族の閑院宮春仁王等が総裁を歴任してきた。
- 2003年（平成15年）10月の独立行政法人化後の歴代理事長。

| 代数 | 氏 名      | 在任期間        | 主な職歴・備考                     |
| ---- | ---------- | --------------- | ---------------------------------- |
| 初代 | 小野元之   | 2003年 - 2011年 | 文部省事務次官、文部科学省事務次官 |
| 2代  | 安西祐一郎 | 2011年 - 2018年 | 慶應義塾大学理工学部長、慶應義塾長 |
| 3代  | 里見進     | 2018年 - 2022年 | 東北大学総長                       |
| 4代  | 杉野剛     | 2022年 -        | 文部科学省研究振興局長             |

## 事業
振興会は、設立目的の達成のため、次の業務を行う（法第15条）。
- 学術の研究に関し、必要な助成を行うこと。
- 優秀な学術の研究者を養成するため、研究者に研究を奨励するための資金を支給すること。
- 海外への研究者の派遣、外国人研究者の受入れその他学術に関する国際交流を促進するための業務を行うこと。
- 学術の応用に関する研究を行い、その成果を普及し、及びその活用を促進すること。
- 学術の応用に関する研究に関し、学界と産業界との協力を促進するために必要な援助を行うこと。
- 学術の振興のための方策に関する調査及び研究を行い、その成果を普及し、及びその活用を促進すること。
- 学術の振興のために国が行う助成に必要な審査及び評価を行うこと。
- 以上の業務に附帯する業務を行うこと。

### 主な事業
- 科学研究費補助金
- 特別研究員
- 世界トップレベル国際研究拠点形成促進プログラム
- 博士課程教育リーディングプログラム

### 終了した主な事業
- 秩父宮記念学術賞
- 未来開拓学術研究推進事業
- グローバルCOEプログラム
- 21世紀COEプログラム
- 「魅力ある大学院教育」イニシアティブ
- 人文・社会科学振興プロジェクト研究事業
- 大学国際戦略本部強化事業